# Tirschenreuth
Tirschenreuth est une ville allemande située en Bavière et chef-lieu de l'arrondissement de Tirschenreuth.

## Jumelages
- La Ville-du-Bois (France) depuis le 16 septembre 2001
- Planá (Tchéquie) depuis le 5 juin 2008
- Santa Fe Springs (États-Unis)